# Coachcraft
Coachcraft Ltd. war ein britischer Hersteller von Automobilkarosserien, der in den 1930er-Jahren vor allem für Railton und den britischen Delage-Importeur arbeitete. Nach dem Ende des Zweiten Weltkriegs firmierte das Unternehmen in University Coachwork um und blieb über einen Tochterbetrieb bis in die 1960er-Jahre als Hersteller von Nutzfahrzeugaufbauten aktiv.

## Unternehmensgeschichte

### Coachcraft

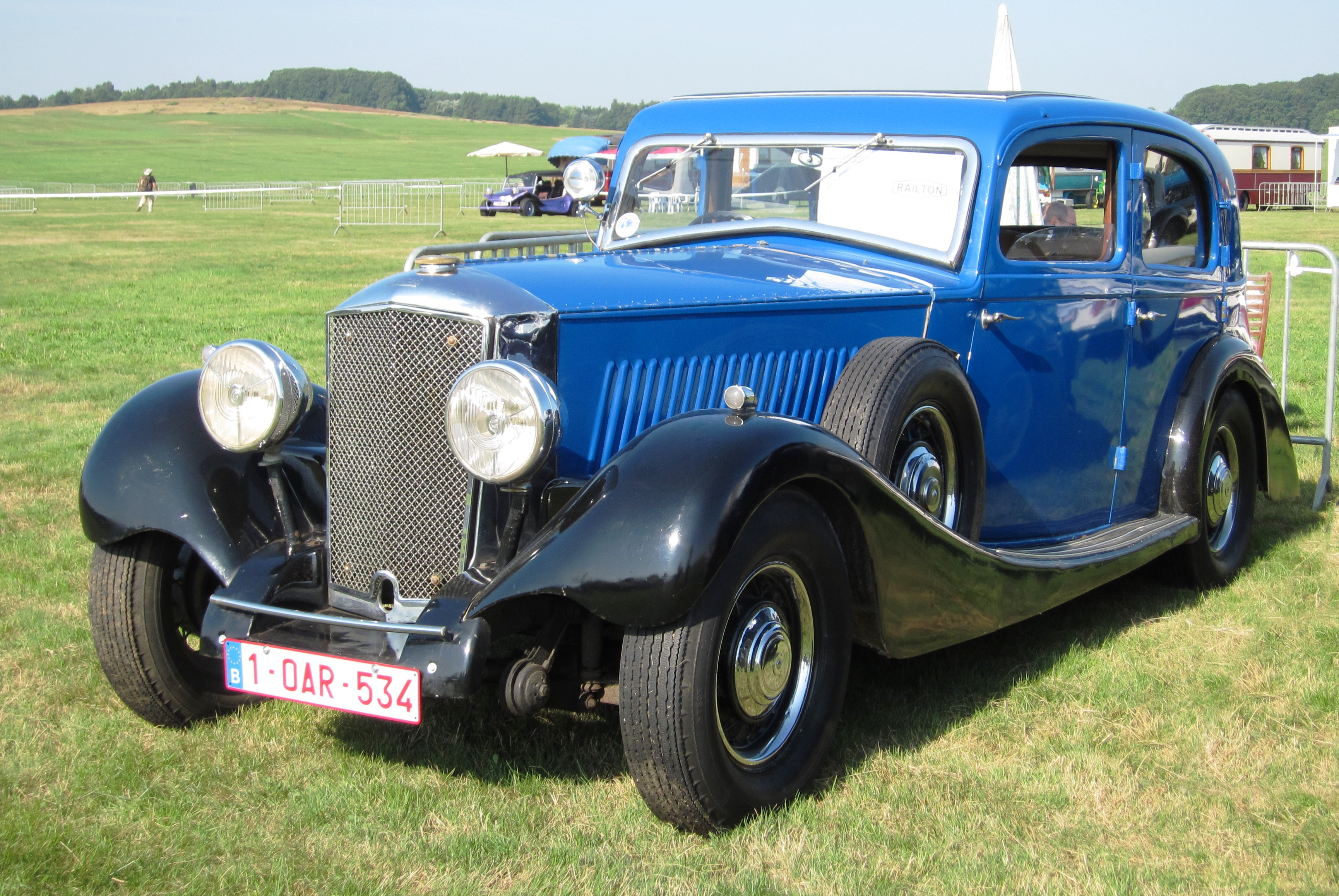
Railton Straight Eight University Saloon von Coachcraft (1935)

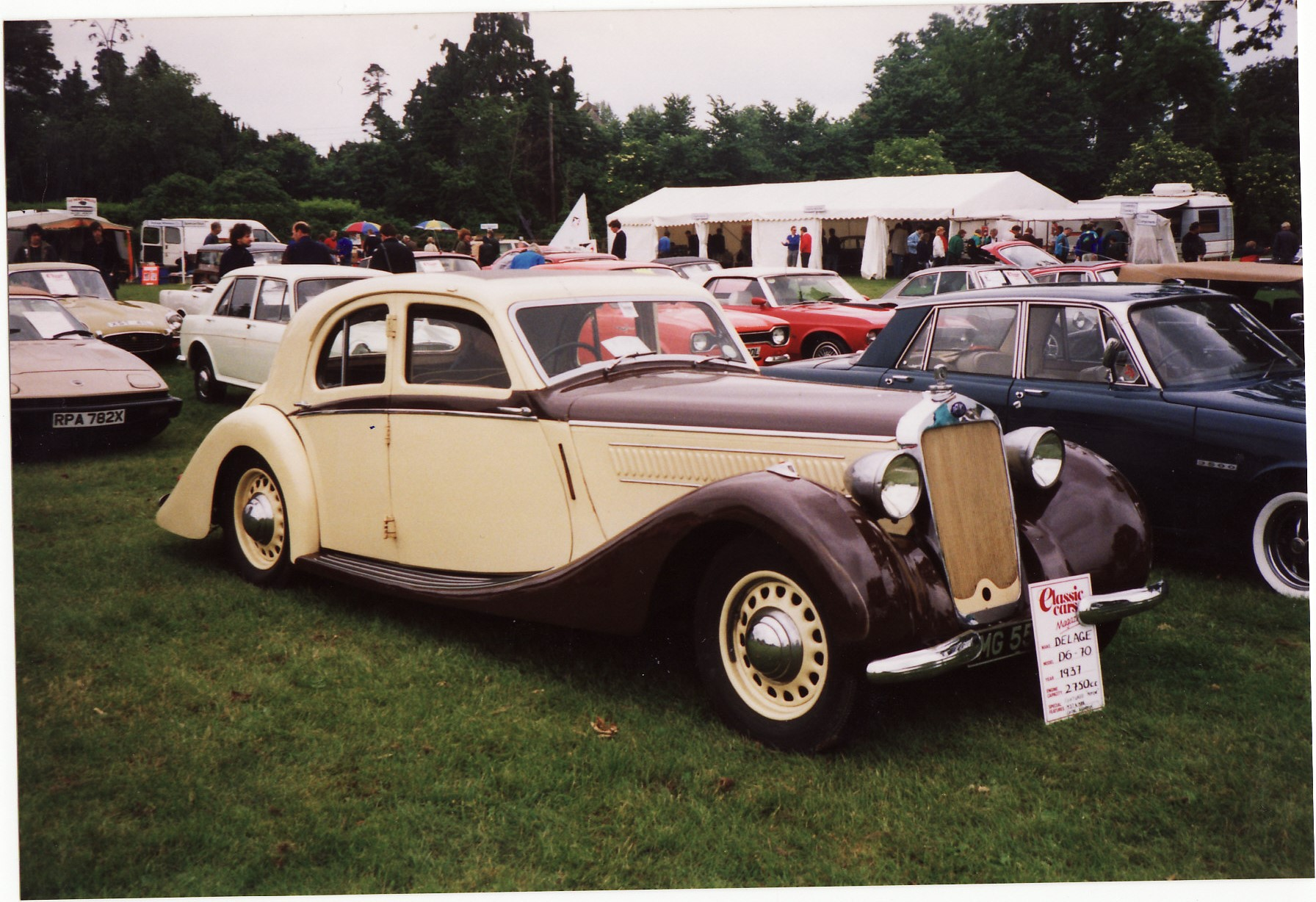
Delage D6-70 mit Coachcraft-Karosserie (1937)

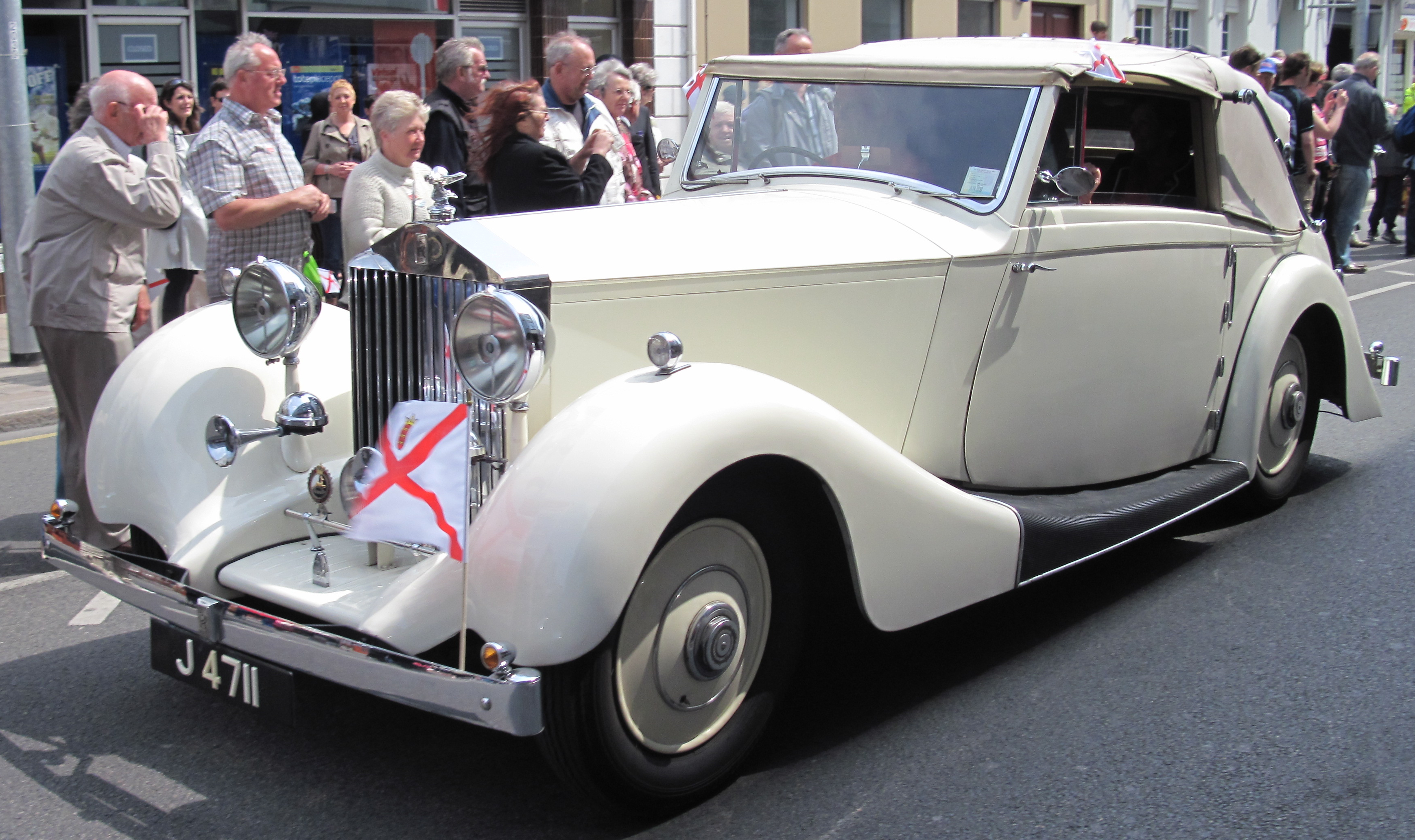
Ein von Coachcraft für die Southern Motor Company 1938 neu eingekleideter Rolls-Royce 20/25 (Chassis von 1930)

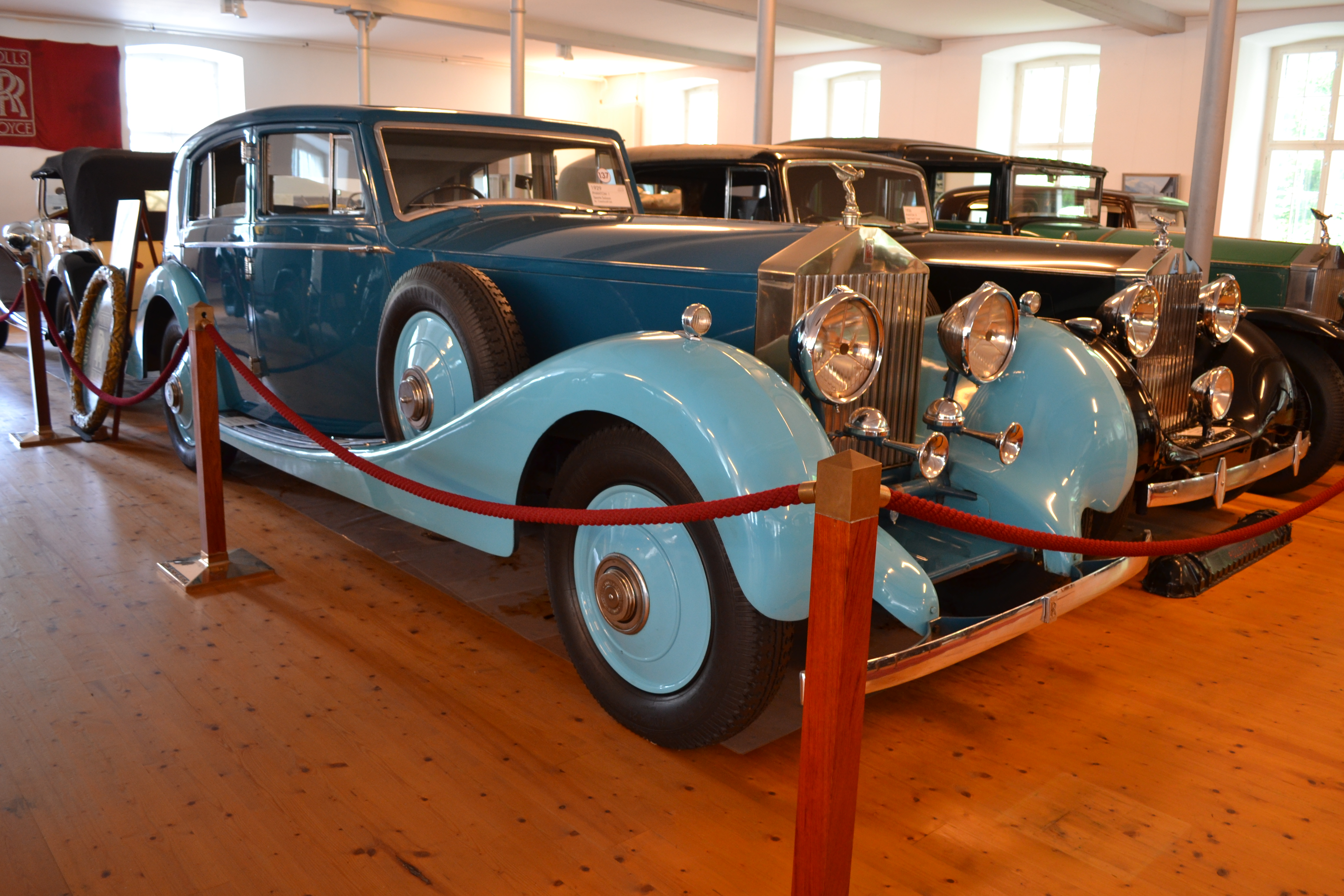
Rolls-Royce Phantom I (1929) mit neuer Sports-Saloon-Karosserie von Coachcraft

Die Coachcraft Ltd. wurde 1934 von Percy Twigg (1900–1958) gegründet, einem ehemaligen Mitarbeiter der Karosseriehersteller Windover und Motorbodies. Die Finanzierung übernahm sein Geschäftspartner O’Neill Butler. Sitz des Unternehmens war Hanwell im Londoner Stadtbezirk Ealing. Coachcraft übernahm hier die Werksanlagen von dem Karosseriebauunternehmen Arrow Coachworks, das kurz vorher nach Zahlungsunfähigkeit aufgelöst worden war. 
Coachcraft spezialisierte sich in den ersten Jahren auf die Herstellung standardisierter Aufbauten in kleiner Serie. Der wichtigste Auftraggeber war die 1933 gegründete Marke Railton aus Cobham in Surrey, die Fahrgestelle unter Verwendung importierter Komponenten von Hudson bzw. Terraplane herstellte. Die Karosserien entwarf zumeist der Designer Geoffrey Durtnal, der zu Beginn seiner Tätigkeit für Coachcraft einige Wochen bei dem Pariser Karosseriehersteller Chapron hospitiert hatte. Seinen Arbeiten wurde deshalb „ein gewisser französischer Stil“ nachgesagt. Für Railton entwarf und baute Coachcraft zunächst die Cabriolets Fairmile und die Limousinen Stratton Saloon. 1935 gab der Londoner Automobilhändler University Motors bei Coachcraft eine Reihe von Limousinen mit Sonderaufbau in Auftrag, die als University Saloon verkauft wurden. 1937 übernahm Coachcraft schließlich den Bau der Cobham Saloons für Railton-Fahrgestelle, deren Karosserien ursprünglich bei Carbodies in Coventry entstanden waren. In weitaus geringerem Umfang entstanden bei Coachcraft in der zweiten Hälfte der 1930er-Jahre außerdem Aufbauten für Fahrgestelle von Hudson, Terraplane, Delage und Rolls-Royce.
Railton war dafür bekannt, die Karosserielieferanten in erster Linie nach Kostengesichtspunkten auszuwählen. Das zwang Coachcraft dazu, die Karosserien so preiswert wie möglich herzustellen. Der permanente Kostendruck gefährdete bald die Existenz des Unternehmens. 1937 war Coachcraft nahezu zahlungsunfähig. Durch den Aufbau einer neuen Geschäftsbeziehung zur Londoner Southern Motor Company konnte allerdings die Schließung des Betriebs letztlich verhindert werden. Southerns Geschäftsmodell bestand darin, ältere Fahrgestelle von Rolls-Royce und ähnlichen Oberklasseherstellern mit neu gestalteten Aufbauten neu einzukleiden. Die Kunden konnten damit zeitgemäß aussehende Autos fahren, ohne tatsächlich ein völlig neues Auto kaufen zu müssen. Um den Preis für den neuen Aufbau zu senken, wurde in vielen Fällen die alte Karosserie nicht entfernt; sie wurde stattdessen mit der neuen Karosserie überbaut. Ab 1938 übernahm Coachcraft als Subunternehmer für die Southern Motor Company die handwerkliche Umsetzung dieser Arbeiten.
Der Ausbruch des Zweiten Weltkriegs beendete die Karosserieproduktion bei Coachcraft. Während des Krieges produzierte das Unternehmen Einzelteile für Kanonenboote.

### University Coachwork
1946 übernahm der Londoner Automobilhändler University Motors den Coachcraft-Betrieb. Das Unternehmen firmierte daraufhin in University Coachwork um. Percy Twigg verließ das Unternehmen wenig später, woraufhin der bisherige Designer Geoffrey Durtnal die Leitung übernahm. Unter seiner Führung versuchte University, wieder im Karosseriebau Fuß zu fassen, konnte sich aber nicht dauerhaft etablieren. In den späten 1940er-Jahren baute das Unternehmen einige Railtons neu auf, die auf Chassis aus der Vorkriegszeit beruhten und Karosserieteile verwendeten, die während der Auseinandersetzungen eingelagert worden waren. Außerdem entstand ein Prototyp für einen neuen Railton, der jedoch nicht in Serie gefertigt wurde, sowie ein Cabriolet auf Basis des Bristol 400.
Etwa 1950 verlegte University Coachwork den Betrieb in die Gemeinde Egham südwestlich von London. Das Unternehmen spezialisierte sich auf Karosseriereparaturen. In den bisherigen Werksräumen in Hanwell etablierte sich dagegen ein abgespaltener Teil als University Commercials, der bis in die 1960er-Jahre hinein Nutzfahrzeugaufbauten produzierte.